# Yemen en los Juegos Paralímpicos de París 2024
Yemen estuvo representado en los Juegos Paralímpicos de París 2024 por un deportista masculino. El equipo paralímpico yemení no obtuvo ninguna medalla en estos Juegos.